# Capi di Stato dell'India
Capi di Stato dell'India dal periodo Moghul alla repubblica.

## Gran Mogol
| Nome imperatore            | Nascita           | Periodo di regno | Morte             |
| -------------------------- | ----------------- | ---------------- | ----------------- |
| Babur                      | 14 febbraio 1483  | 1526-1530        | 26 dicembre 1530  |
| Humayun                    | 6 marzo 1508      | 1530-1540        | gennaio 1556      |
| Sher Shah Suri             | 1472              | 1540-1545        | maggio 1545       |
| Humayun                    | 6 marzo 1508      | 1555-1556        | gennaio 1556      |
| Akbar                      | 15 ottobre 1542   | 1556-1605        | 27 ottobre 1605   |
| Jahangir                   | 31 agosto 1569    | 1605-1627        | 28 ottobre 1627   |
| Shah Jahan                 | 5 gennaio 1592    | 1628-1658        | 22 gennaio 1666   |
| Aurangzeb Alamgir I        | 21 ottobre 1618   | 1658-1707        | 3 marzo 1707      |
| Azim Shah                  | sconosciuta       | 1707             | 1707              |
| Bahadur Shah I Shah Alam I | 14 ottobre 1643   | 1707-1712        | 27 febbraio 1712  |
| Jahandar Shah Muiz din     | 9 maggio 1661     | 1712-1713        | 1713              |
| Farrukh Siyar              | 11 settembre 1683 | 1713-1719        | 28 aprile 1719    |
| Rafi al-Dawlat der Jath    | sconosciuta       | 1719             | 1719              |
| Shah Jahan II              | sconosciuta       | 1716-1717        | 1719              |
| Nikusiyar                  | sconosciuta       | 1719             | 1743              |
| Muhammad Shah              | 1702              | 1719-1748        | 1748              |
| Ahmad Shah Bahadur         | 1725              | 1748-1754        | 1754              |
| ʿĀlamgīr II ʿAzīz al-Dīn   | 1699              | 1754-1759        | 1759              |
| Shah Jahan III             | sconosciuta       | 1759             | sconosciuta       |
| Shah 'Alam II              | 1728              | 1759-1806        | 1806              |
| Akbar II                   | 1760              | 1806-1837        | 28 settembre 1838 |
| Bahadur Shah II            | 24 ottobre 1775   | 1837-1857        | 7 novembre 1862   |

## Imperatore di tutta l'India

### Moghul
| Immagine | Nome                  | Nascita         | Inizio regno   | Fine regno        | Morte            | Consorte                                        | Note                                                                                                  |
| -------- | --------------------- | --------------- | -------------- | ----------------- | ---------------- | ----------------------------------------------- | --- |
|          | Bahādur Shāh II Ẓafar | 24 ottobre 1775 | 12 maggio 1857 | 21 settembre 1857 | 14 novembre 1862 | Ashraf Maḥal Akhtar Maḥal Zīnat Maḥal Tāj Maḥal | Già Gran Mogol e Re di Delhi. Venne costretto ad abdicare dagli Inglesi dopo i Moti indiani del 1857. |

## Governatori generali dell'India
Dal 20 ottobre 1774 al 26 gennaio 1950, il Re di Gran Bretagna fu rappresentato in India da un viceré nominato dalla Compagnia britannica delle Indie Orientali. In seguito all'indipendenza dell'India nel 1947, fu de facto capo provvisorio dello stato.

## Imperatore e Imperatrice dell'India

### Hannover
| Stemma | Immagine | Nome     | Nascita        | Inizio regno  | Fine regno      | Morte           | Consorte                                            | Note                                                     |
| ------ | -------- | -------- | -------------- | ------------- | --------------- | --------------- | --------------------------------------------------- | -------------------------------------------------------- |
|        |          | Vittoria | 24 maggio 1819 | 1º marzo 1876 | 22 gennaio 1901 | 22 gennaio 1901 | Alberto di Sassonia-Coburgo-Gotha (vedova dal 1861) | Anche Regina del Regno Unito di Gran Bretagna e Irlanda. |

### Sassonia-Coburgo-Gotha
| Stemma | Immagine | Nome        | Nascita         | Inizio regno    | Fine regno     | Morte           | Consorte                | Note |
| ------ | -------- | ----------- | --------------- | --------------- | -------------- | --------------- | ----------------------- | --- |
|        |          | Edoardo VII | 9 novembre 1841 | 22 gennaio 1901 | 6 maggio 1910  | 6 maggio 1910   | Alessandra di Danimarca | Figlio di Vittoria e Alberto. Anche Re del Regno Unito di Gran Bretagna e Irlanda.                                |
|        |          | Giorgio V   | 3 giugno 1865   | 6 maggio 1910   | 17 luglio 1917 | 20 gennaio 1936 | Maria di Teck           | Figlio di Edoardo VII. Anche Re del Regno Unito di Gran Bretagna e Irlanda. Cambia il nome del casato in Windsor. |

### Windsor
| Stemma | Immagine | Nome         | Nascita          | Inizio regno     | Fine regno       | Morte           | Consorte             | Note |
| ------ | -------- | ------------ | ---------------- | ---------------- | ---------------- | --------------- | -------------------- | --- |
|        |          | Giorgio V    | 3 giugno 1865    | 17 luglio 1917   | 20 gennaio 1936  | 20 gennaio 1936 | Maria di Teck        | Anche Re del Regno Unito di Gran Bretagna e Irlanda.                                                                                               |
|        |          | Edoardo VIII | 23 giugno 1894   | 20 gennaio 1936  | 11 dicembre 1936 | 5 giugno 1972   | non ancora sposato   | Figlio di Giorgio V. Abdicò per sposare Wallis Simpson Anche Re del Regno Unito di Gran Bretagna e Irlanda del Nord e Duca di Windsor.             |
|        |          | Giorgio VI   | 14 dicembre 1895 | 11 dicembre 1936 | 22 giugno 1948   | 6 febbraio 1952 | Elizabeth Bowes-Lyon | Figlio di Giorgio V. Rinuncia al titolo di Imperatore dopo l'indipendenza dell'India. Anche Re del Regno Unito di Gran Bretagna e Irlanda del Nord |

## Re dell'India
In seguito alla dichiarazione d'indipendenza nel 1947, l'India diventa un dominion britannico con a capo il Re del Regno Unito, rappresentato da Louis Mountbatten fino al 1948, e da Chakravarthi Rajagopalachari dal 1948 al 1950.

### Windsor
| Stemma | Immagine | Nome       | Nascita          | Inizio regno   | Fine regno      | Morte           | Consorte             | Note |
| ------ | -------- | ---------- | ---------------- | -------------- | --------------- | --------------- | -------------------- | --- |
|        |          | Giorgio VI | 14 dicembre 1895 | 22 giugno 1948 | 26 gennaio 1950 | 6 febbraio 1952 | Elizabeth Bowes-Lyon | Perde il titolo in seguito alla proclamazione della Repubblica. Anche Re del Regno Unito di Gran Bretagna e Irlanda del Nord |

## Presidenti
I presidenti dell'India (Devanagari राष्ट्रपति, rashtrapati, cioè "signore del reame") si sono succeduti a partire dal 1950.